# Chicken Chowder
Chicken Chowder (letteralmente stufato di pollo) di Irene Giblin è un brano ragtime che è stato molto orchestrato e per questo trascritto anche per sassofono, visto che originariamente era per piano.

## Descrizione brano
È un brano prevalentemente umoristico, si nota subito dalle acciaccature e dai salti di ottava iniziali, la tonalità d'impianto è Re maggiore, si capisce dai due diesis, dal La iniziale che è la dominante della triade e dal Re finale del brano, in più durante tutto il brano (non ancora modulato) la dominante "La" è protagonista come nota iniziale di tutte le scale cromatiche ed è anche la nota dove solitamente ci si sta su di più (quarti).
Alla battuta 20 c'è una modulazione in Sol Maggiore (Fa diesis e Re la dominante della triade che fa le stesse cose che faceva il La prima) questo fino alla battuta 41 dove un'altra modulazione farà ritornare il brano in Re Maggiore.
Il brano comincia in levare, ottavo che verrà poi "tagliato" dalla battuta finale (prima delle modulazioni).
È molto umoristica la scala cromatica che da davvero la sensazione di un pollo, anche le note accentate, le sincopi e i ritardandi sono veramente buffi.
Il brano è diviso in tre parti principali, la prima in Re maggiore poi il ritornello in Sol maggiore e infine la ripresa del tema iniziale in Re, sono parti molto simili tra loro, ritmicamente cambia veramente poco: le note senza corona all'inizio della scala cromatica, la tonalità e il ritardando.
Come particolari si notano le progressione che anticipano l'accento sul secondo movimento.